# Stephen Lee
Stephen Lee, född 12 oktober 1974 i Trowbridge, England, är en engelsk professionell snookerspelare. Han har vunnit fyra rankingtitlar, senast Welsh Open 2006, men är kanske mest känd för sin ovanligt höga vikt[källa behövs] för att vara snookerspelare. 
Lee blev professionell 1992 efter att ha vunnit de engelska amatörmästerskapen. Han vann dock inte sin första rankingtitel förrän 1998, då han på hösten vann Grand Prix, en bedrift som han upprepade tre år senare. Samma säsong, 2001/2002, vann han även Scottish Open och samlade under säsongen på sig fler poäng än någon annan spelare. Eftersom snookerns världsranking baseras på poäng från två säsonger, blev han dock aldrig rankad som världsetta, eftersom han hade dåliga säsonger både före och efter 2001/2002. (Lee var dock under en kort period etta på den preliminära rankingen.)
Efter segern i Scottish Open följde en tyngre period i Stephen Lees karriär, och han var på väg att ramla ur rankingens topp-16 våren 2006, när han oväntat vann Welsh Open efter att ha slagit Shaun Murphy i finalen. Han gick även till final i 2008 års Masters, där han förlorade mot Mark Selby.
Lee gifte sig 2005 med sin fästmö Laura, och tillsammans har de fyra barn, varav två tvillingpojkar.
Lee blev avstängd i 12 år, från och med den 12 oktober 2012 till den 12 oktober 2024, från alla betydande snookermatcher på grund av oegentligheter i samband med spel på snookermatcher.

## Rankingtitlar
- Grand Prix 1998, 2001
- Scottish Open 2002
- Welsh Open 2006